# فاگستا
شهر فاگستا (به سوئدی: Fagersta) در بخش فاگستا در کشور سوئد واقع شده‌است. جمعیت این شهر ۱۱۴۳٫۹ نفر است.